# Buddhist Compassion Relief Tzu Chi Foundation
Die Buddhist Compassion Relief Tzu Chi Foundation (traditionelles Chinesisch: 財團法人中華民國佛教慈濟慈善事業基金會; vereinfachtes Chinesisch: 财团法人中华民国佛教慈济慈善事业基金会; pinyin: Fójiào Cíjì císhàn shìyè jījīnhuì; Pe̍h-ōe-jī: Chû-chè ki-kim-hōe) oder Tzu Chi Foundation, wörtlich übersetzt „Barmherzige Hilfe“, ist eine internationale gemeinnützige humanitäre Hilfsorganisation und eine Nichtregierungsorganisation (NGO) mit über 10 Millionen ehrenamtlichen Helfern und Spendern aus mehr als 50 Nationen weltweit. Die Stiftung konzentriert sich bei ihrem Einsatz auf ihre vier Missionen der Wohltätigkeit, Medizin, Bildung und humanistischen Lehre sowie der internationalen Katastrophenhilfe, Knochenmarkspende, gemeinschaftlichen ehrenamtlichen Tätigkeit und des Umweltschutzes. Sie hat einen besonderen Beraterstatus beim Wirtschafts- und Sozialrat der Vereinten Nationen.
Tzu Chi hat mehrere Unterorganisationen, wie die Tzu Chi International Medical Association (TIMA) und die Tzu Chi Collegiate Youth Association (Tzu Ching) (慈濟大專青年聯誼會 (慈青)). Volontäre von Tzu Chi sind weltweit meistens an ihren blau-weißen Uniformen zu erkennen (chinesisch: 藍天白雲, lántiān báiyún, (wörtlich: „blauer Himmel, weiße Wolken“)).

## Geschichte
Die Tzu Chi Foundation wurde 1966 von der buddhistischen Nonne Dharma Master Cheng Yen in Hualien an der Ostküste von Taiwan gegründet. Die Organisation begann mit 30 Hausfrauen, die jeden Tag zwei Cents von ihrem Haushaltsgeld spendeten, um hilfsbedürftigen Menschen zu helfen.
Während der ersten beiden Jahre wuchs die Anzahl der Mitglieder auf 293 und bis 1986 auf etwa 8000. Ab den späten 80er und 90er Jahren konnte Tzu Chi mit der wachsenden Popularität des Buddhismus einen starken Zulauf verzeichnen. Von 1987 bis 1991 verdoppelte sich die Zahl jährlich. 1994 waren es bereits 4 Millionen Mitglieder.
Inzwischen hat sich Tzu Chi mit über 10 Millionen Volontären in über 50 Ländern und 502 Büros weltweit zu einem bedeutenden Bestandteil in der Zivilgesellschaft entwickelt. In Anerkennung ihrer Verdienste ist der Asteroid (192208) Tzu Chi nach der Organisation benannt.

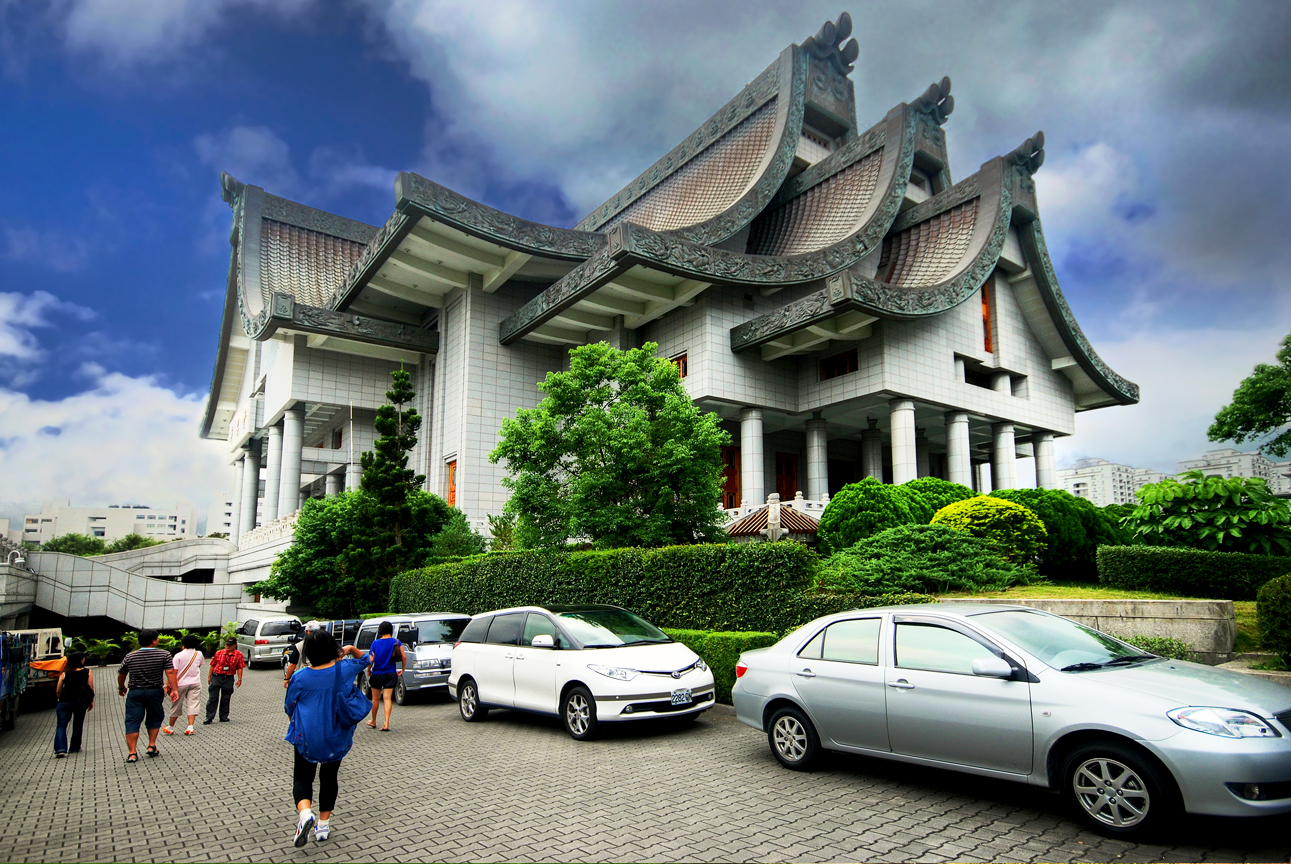
Tempel der Tzu Chi Foundation in Hualien – „Tzu Chi Hall“

## Tzu Chi Missionen

### Wohltätigkeit
Als Wohltätigkeitsorganisation legt Tzu Chi nicht ausschließlich Wert auf die Effektivität seiner Hilfsleistungen, sondern fokussiert sich dabei auch darauf, das Gute eines jeden Menschen hervorzubringen. Indem sie ärmeren Menschen helfen, empfänden reichere Menschen das Glück des Gebens und fänden dadurch Erfüllung. Gleichermaßen sollen Arme motiviert werden, sich der Liebe hinzugeben und wiederum anderen Menschen zu helfen, die weniger Glück haben als sie selbst. Als Konsequenz fänden sich mehr Menschen dazu bereit, anderen zu helfen, während diese sich selbst durch Zuwendung bereichern.

### Medizinische Versorgung
Tzu Chi betreibt sechs Krankenhäuser in Taiwan. Diese arbeiten nicht gewinnorientiert und werden teils aus Spenden finanziert. Innerhalb der Krankenhäuser wird jedem Menschen eine – wenn nötig kostenlose – medizinische Versorgung garantiert.

#### TIMA (Tzu Chi Medical Association)
TIMA  ist eine Unterorganisation von Tzu Chi. Mit freiwilligem medizinischem Fachpersonal aus 23 Ländern stellt TIMA bedarfsgerechte medizinische Dienstleistung am Einsatzort jedem Menschen unabhängig von seiner Herkunft und Religion zur Verfügung. Derweil hat TIMA 12 Einsatzteams in Taiwan und Ortsverbände in Singapur, Malaysia, Indonesien, Thailand, Vietnam, den Philippinen, Hongkong, Japan, Australien, Neuseeland, den USA, Paraguay, Brasilien, Mexiko und Argentinien. Neben kostenlosen medizinischen Diensten für bedürftige Menschen arbeiten TIMA-Mitglieder zusammen mit Tzu Chi Volontären in Katastrophengebieten, um medizinische Hilfe zu gewährleisten. Bis 2015 hat TIMA mit mehr als 16000 medizinischen Fachkräften über 2,5 Millionen gemeinnützige Behandlungen für Menschen in 49 Ländern vollzogen.

### Internationale Katastrophenhilfe
Seit 1991 leistet Tzu Chi internationale Katastrophenhilfe. Hierzu gehören die Bereitstellung von Nahrung, Kleidung, Saatgut und medizinischem Material sowie der Wiederaufbau von Häusern, insbesondere Schulen, die Installation von Trinkwassersystemen und die Bereitstellung medizinischer Versorgung. Seit ihrem ersten Einsatz für Flutopfer in Bangladesh 1991 hat sich Tzu Chi zu einer breit aufgestellten internationalen Hilfsorganisation entwickelt.
In Anerkennung ihrer globalen Hilfsprogramme erhielt die Stiftung 2003 einen besonderen Beraterstatus beim Wirtschafts- und Sozialrat der Vereinten Nationen.